# Рэмси, Энн
Энн Рэ́мси (англ. Anne Ramsey, 27 марта 1929 — 11 августа 1988) — американская актриса, наиболее известная по роли мамы Фрателли в фильме «Балбесы» и матери персонажа Дэнни Де Вито в фильме «Сбрось маму с поезда».

## Биография
Энн Рэмси, урождённая Энн Мобли, родилась в городе Омаха, Небраска. Во время учёбы в колледже Беннингтона Энн заинтересовалась театральным искусством.
В 1950-х годах она участвовала в нескольких бродвейских постановках. Там же она познакомилась со своим будущим мужем, актёром Логаном Рэмси. В 1954 году они поженились и переехали в Филадельфию, где создали «Филадельфийский театр живого искусства» Карьерой в кино Энн занялась в начале 1970-х годов. Вместе с мужем она снялась в пяти фильмах, включая «Спортивный клуб» и «Знакомьтесь: Пустоголовые».
В 1987 году она была выдвинута на премию «Оскар» в номинации «Лучшая актриса второго плана» за фильм «Сбрось маму с поезда». Актриса дважды удостаивалась премии «Сатурн» как лучшая киноактриса второго плана за роли в фильмах «Балбесы» и «Сбрось маму с поезда» (посмертно).
Энн Рэмси умерла от рака горла в Доме актёров кино и телевидения в Вудленд-Хиллз в августе 1988 года.

## Избранная фильмография
| Год       |    | Русское название                  | Оригинальное название         | Роль                  |
| --------- | -- | --------------------------------- | ----------------------------- | --------------------- |
| 1972      | ф  | Новые центурионы                  | The New Centurions            | жена сумасшедшего     |
| 1972      | ф  | Песочница                         | Up the Sandbox                | Боевой Топор          |
| 1973      | с  | Коломбо                           | Columbo                       | грубая массажистка    |
| 1974      | ф  | Всё ради Пита                     | For Pete’s Sake               | телефонистка          |
| 1976      | с  | Ангелы Чарли                      | Charlie’s Angels              | жена Генри            |
| 1976      | тф | Под колпаком                      | The Boy in the Plastic Bubble | Рейчел                |
| 1976      | ф  | Забавные приключения Дика и Джейн | Fun with Dick and Jane        | соискательница работы |
| 1978      | с  | Маленький домик в прериях         | Little House on the Prairie   | миссис Шиллер         |
| 1978      | ф  | Направляясь на юг                 | Goin’ South                   | вторая старая дева    |
| 1979      | с  | Старски и Хатч                    | Starsky and Hutch             | Ивон / Гертруда       |
| 1979—1982 | с  | Лаверна и Ширли                   | Laverne & Shirley             | убийца / леди         |
| 1980      | ф  | Как только сможешь                | Any Which Way You Can         | Лоретта Куинс         |
| 1983      | с  | Трое — это компания               | Three’s Company               | женщина в банке       |
| 1984      | с  | Она написала убийство             | Murder, She Wrote             | леди с сумкой         |
| 1984      | с  | Семейные узы                      | Family Ties                   | миссис Уорфилд        |
| 1985      | ф  | Балбесы                           | The Goonies                   | мама Фрателли         |
| 1985      | с  | Блюз Хилл-стрит                   | Hill Street Blues             | миссис Скализи        |
| 1986      | с  | Рыцарь дорог                      | Knight Rider                  | пограничница          |
| 1986      | ф  | Смертельный друг                  | Deadly Friend                 | Эльвира Паркер        |
| 1987      | ф  | Сорняки                           | Weeds                         | мать Ли               |
| 1987      | ф  | Сбрось маму с поезда              | Throw Momma from the Train    | миссис Лифт           |
| 1987      | с  | Альф                              | ALF                           | Этель Баттонвуд       |
| 1988      | ф  | Новая рождественская сказка       | Scrooged                      | женщина в приюте      |
| 1989      | ф  | Гомер и Эдди                      | Homer And Eddie               | Эдна                  |